# Templo Ōsu Kannon
El Templo Ōsu Kannon (大須観音) es un templo budista de la escuela Shingon ubicado en Ōsu, en el centro de Nagoya, Japón. Forma parte de los Treinta y Tres Kannon de Owari. Su dirección es 愛知県名古屋市中区大須2-21-47 (Prefectura de Aichi, ciudad de Nagoya, distrito de Naka, Ōsu, 2-21-47).

## Historia
El nombre oficial del templo es Kitanosan Shinpuku-ji Hōshō-in, pero es conocido popularmente como Ōsu Kannon.
El templo fue construido originalmente hacia el año 1333 en Ōsu-gō, una aldea de Nagaoka en la provincia de Owari, que hoy corresponde a la ciudad de Hashima, en la prefectura de Gifu. Su construcción fue patrocinada por el emperador Go-Daigo, quien nombró a Shōnin Nōshin como el primer sacerdote principal. Nōshin tuvo un sueño con Avalokitesvara, el Buda de la Compasión, conocido en japonés como Kannon, de ahí el nombre Ōsu (proveniente de Ōsu-gō) Kannon. En el tercer año de Genkō (1333), el monje Nōshin fundó el Templo Shinpukuji y su subtemplo Hōjōin, lo que marcó el inicio de esta institución. Trasladaron una estatua de Kannon desde el Templo Shitennōji, en la provincia de Settsu (actual Osaka), y la consagraron como deidad principal.
Bajo el tercer sacerdote principal, el Príncipe Ninyo, el patrimonio del templo creció hasta los 10,000 koku (unidad de medida del arroz), y pasó a supervisar templos de la escuela Shingon en seis provincias: Ise, Mino, Owari, Mikawa, Tōtōmi y Shinano. Durante el período Sengoku, Oda Nobunaga concedió al templo 500 koku adicionales de tierras.
En el año 17 de Keichō (1612), por orden de Tokugawa Ieyasu, Hōjōin, junto con su deidad principal y la biblioteca del Shinpukuji, fue trasladado desde Ōsu-gō a su ubicación actual por Naruse Masanari, señor del Castillo de Inuyama. Este traslado también respondió a las repetidas inundaciones que sufría el emplazamiento original.
En el año 12 de Bunka (1815), se erigió una pagoda de cinco pisos, en cuyo interior se consagró una estatua de Aizen Myōō, esculpida por Kūkai. Sin embargo, el 21 de marzo de 1892 (Meiji 25), el salón principal, la pagoda y la puerta Niōmon fueron destruidos por un incendio originado tras el teatro Hōza del templo (conocido como el Gran Incendio de Ōsu). En abril de ese mismo año se redactó un documento titulado Libro de Contribuciones para la Reconstrucción, con el fin de recaudar fondos. Este documento contenía ilustraciones del trazado del templo y los planos de reconstrucción del salón principal, la pagoda de cinco pisos y la puerta Niōmon, distribuidos en cinco secciones. Aunque se reconstruyeron el salón principal y la puerta Niōmon, la pagoda nunca fue restaurada.
Durante la Segunda Guerra Mundial, el 19 de marzo de 1945 (Shōwa 20), el templo fue nuevamente destruido por los bombardeos aéreos sobre Nagoya. Tras la guerra, en 1949 (Shōwa 24), se construyeron estructuras provisionales del salón principal y la puerta Niōmon. La comunidad de Ōsu y los fieles del templo esperaban con entusiasmo una pronta reconstrucción del salón principal, dado el papel simbólico de Ōsu Kannon en el barrio. Sin embargo, las dificultades económicas retrasaron considerablemente el proyecto.
En la década de 1820, grandes partes del templo fueron destruidas por otro incendio, pero fue finalmente reconstruido en la década de 1970. En el salón principal actual cuelga un gran farolillo rojo de papel del techo, y los fieles pueden atar pequeñas notas de papel con deseos en los alambres que lo sostienen.

## Biblioteca
El templo actual alberga una extensa colección de libros. Posee alrededor de 15,000 obras clásicas japonesas y chinas. Entre ellas se encuentra el Kojiki(古事記, «Crónicas de hechos antiguos»), en su versión Shinpukuji-bon (真福寺本), un manuscrito transcrito por el monje Ken'yu (賢瑜), que constituye el manuscrito más antiguo que se conserva del Kojiki. Está compuesto por tres volúmenes redactados entre 1371 y 1372, durante el período Nanboku-chō. El texto narra la antigua historia mitológica de Japón.
Además del Kojiki, la biblioteca conserva numerosos otros textos que han sido designados como tesoros nacionales o bienes culturales importantes.

## Mercado
Una feria callejera se celebra el día 18 de cada mes. Se venden allí varios objetos antiguos.
La estación de metro más cercana es Ōsu Kannon.